# Росдорф (Гольштейн)
Росдорф (нем. Rosdorf) — община в Германии, в земле Шлезвиг-Гольштейн.
Входит в состав района Штайнбург. Подчиняется управлению Келлингхузен-Ланд.
Население составляет 367 человек (на 31 декабря 2010 года). Занимает площадь 5,6 км².